# 小鵬汽車
小鵬汽車（シャオペン、英:Xiaopeng Motors）は、中華人民共和国の電気自動車メーカー。広州市に本社を置く。米国オフィスはカリフォルニア州マウンテンビューに位置する。蔚来汽車、理想汽車と並ぶ中国新興EVメーカーの「御三家」の一角とされる。

## 概要
2014年に創業。創業者の何小鵬は、2004年にモバイル向けブラウザ企業の「UCWeb」を夏珩とともに立ち上げ、2014年にアリババに売却した経歴を持つ。また、中国の自動車メーカー広州汽車集団（GAC）の取締役も務める。
2018年12月にラスベガスで開催された2018 Consumer Electronics Showで、初めての量産モデルとなるXpeng G3 SUVを発表し、翌年から顧客への納品を開始した。
2020年には2番目のモデルとなる「P7」の納品を開始した。
2020年8月27日、ニューヨーク証券取引所に上場した。これまでにアリババ、IDG、シャオミ、セコイア・キャピタル・チャイナからの出資を獲得している。
2023年7月、フォルクスワーゲンが約7億ドル出資、技術提携で合意した。

## 車種

### 現行車種
MONA M03
G6

X9

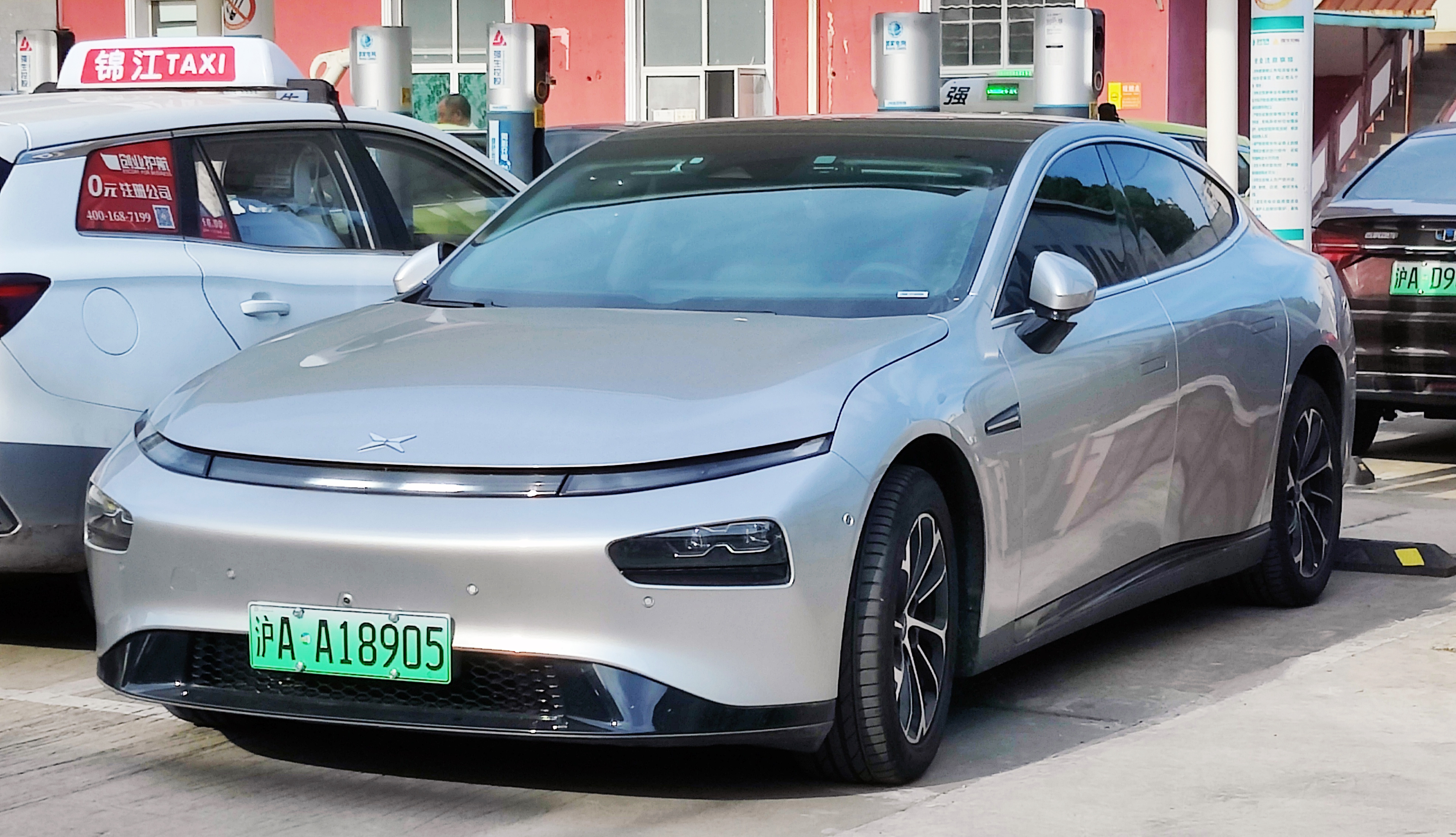
P7
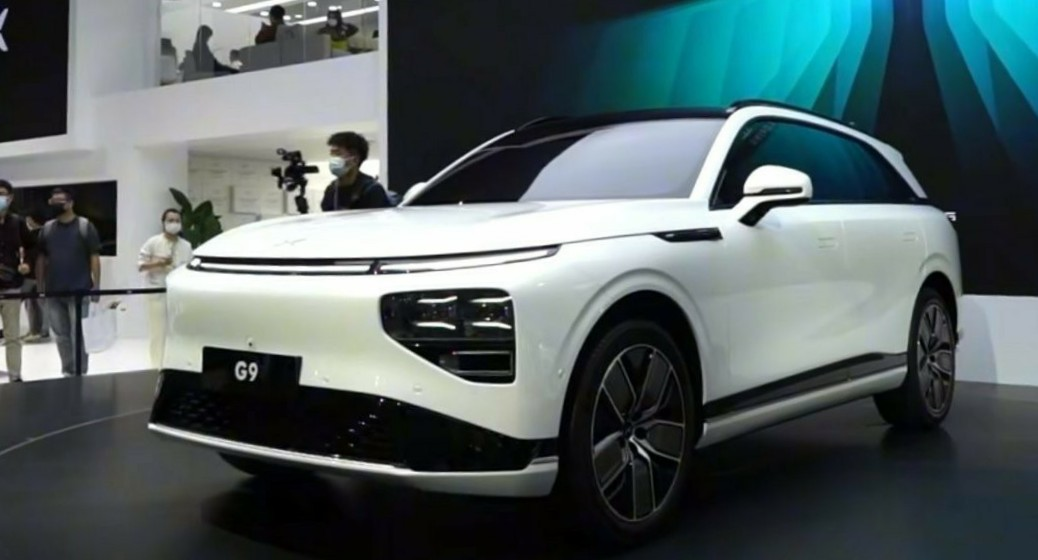
G9
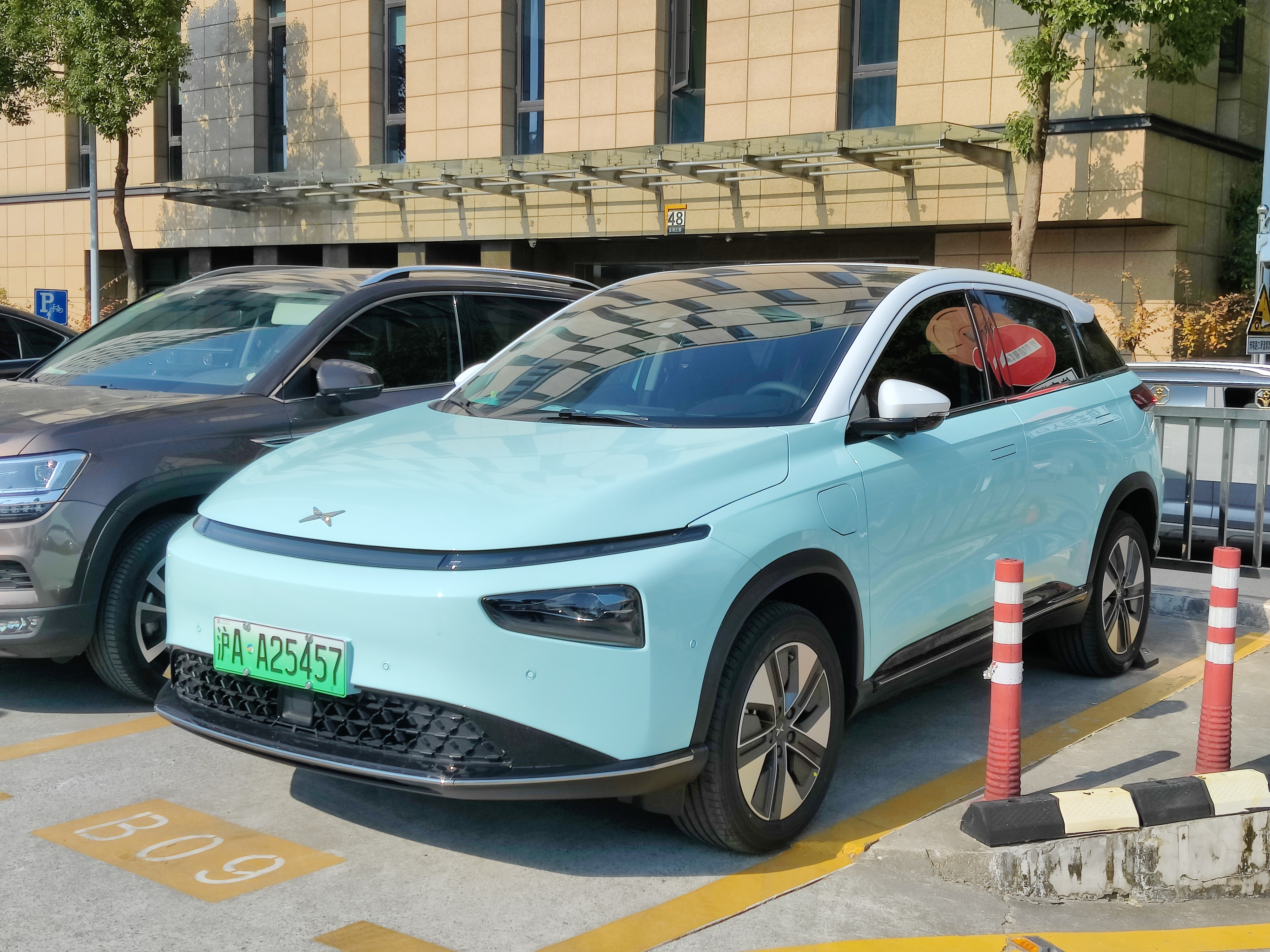
G3i
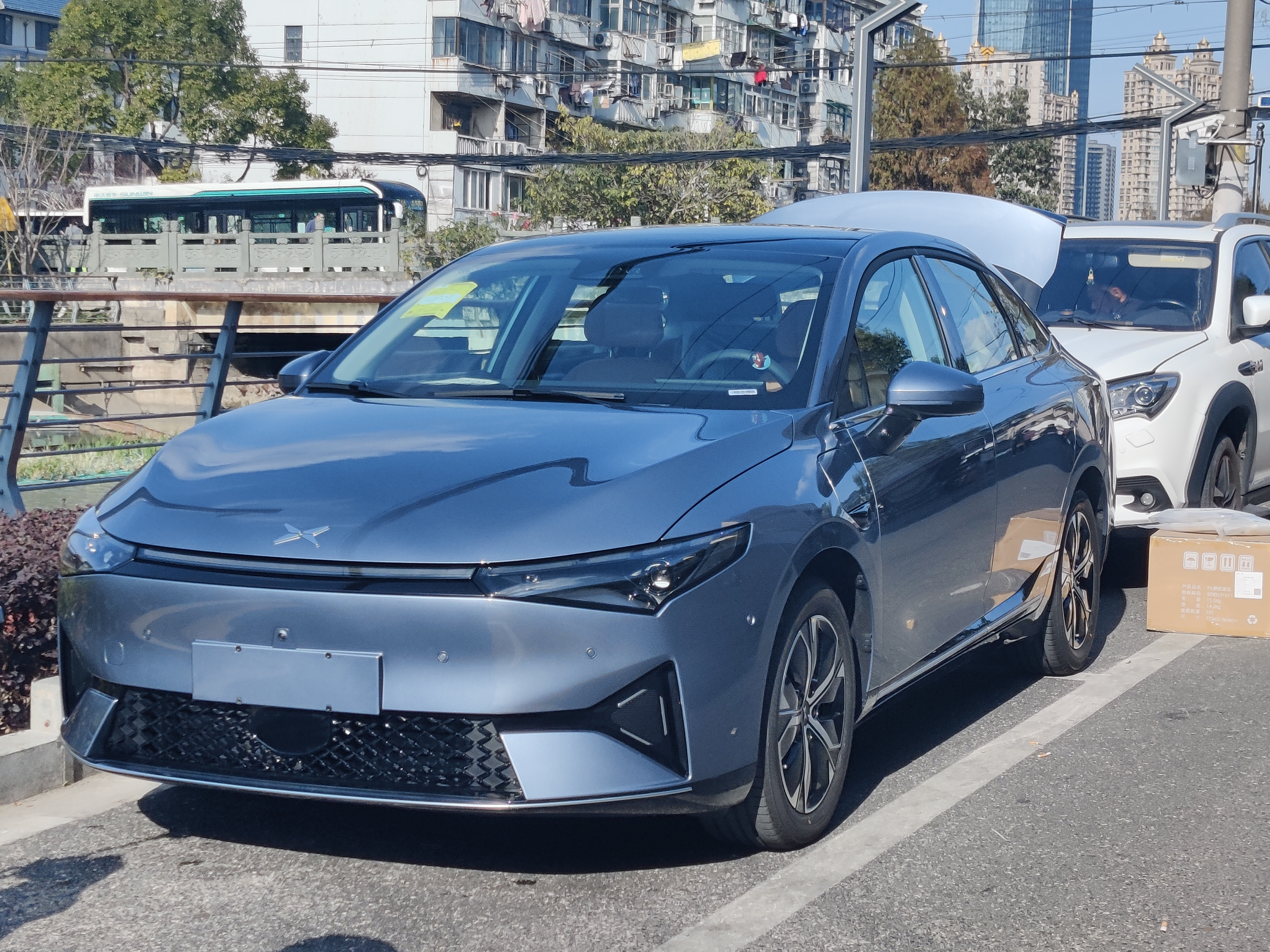
P5

### 過去に販売されていた車種

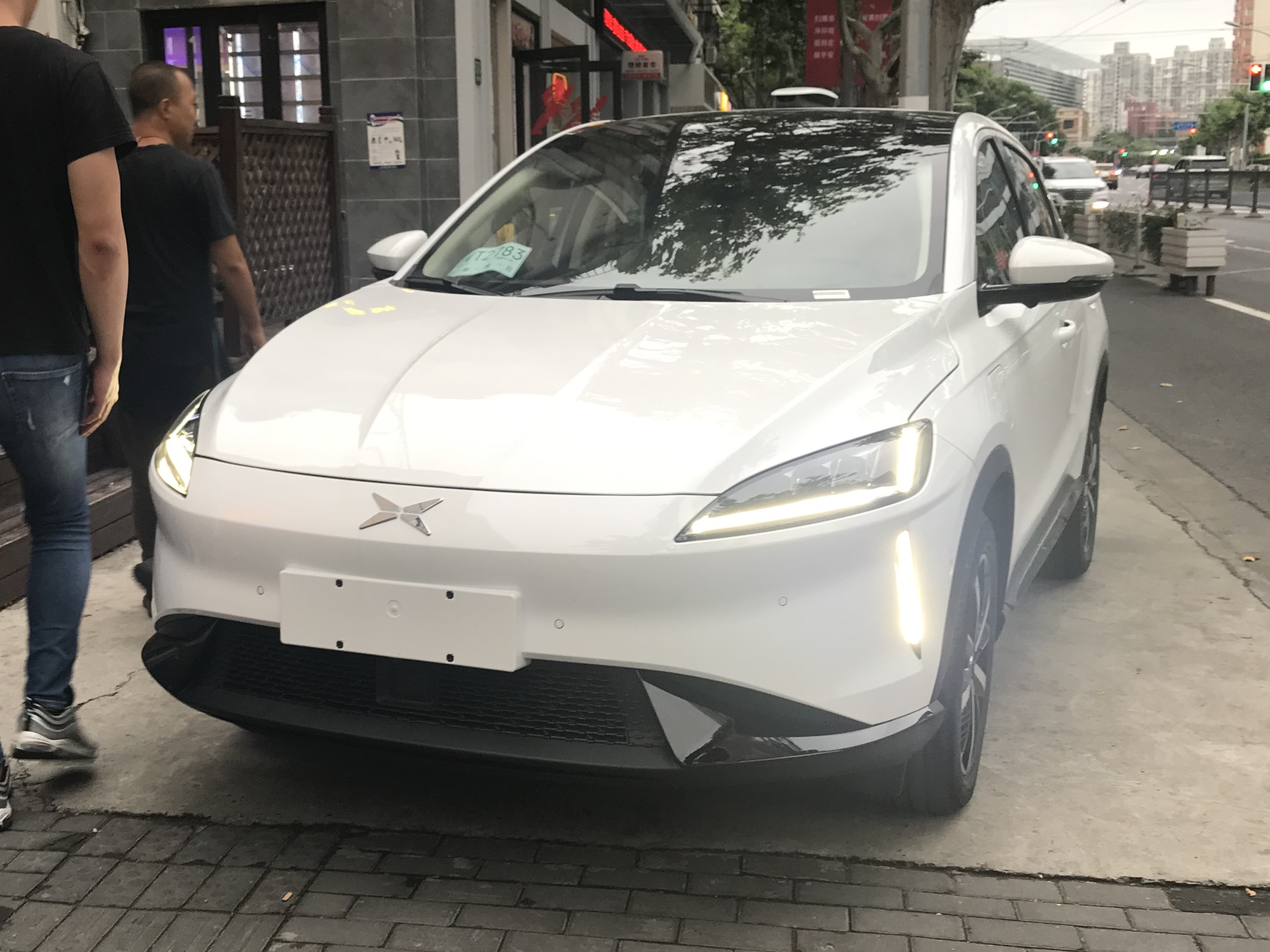
G3